# Trebuchet (lettertype)
Trebuchet MS is een schreefloos lettertype ontworpen door Vincent Connare voor Microsoft in 1996.
Het is vernoemd naar een trebuchet, dat is een middeleeuwse katapultachtige vechtmachine. Destijds hoorde Connare op het Microsoft-hoofdkantoor een puzzelvraag: "Kan men een trebuchet maken die een persoon kan lanceren van de hoofdcampus naar de consumentcampus ongeveer een mijl verder? Is het wiskundig mogelijk, en hoe dan?"
Microsoft noemt Trebuchet MS een "goed webdesignlettertype" en het is een van de "core fonts for the Web". Trebuchet MS werd geleverd bij sommige Microsoft-producten zoals Microsoft Windows (vanaf Windows 2000), onderdelen van Microsoft Office Productivity Suite (onder andere Word 2000 en later), en Internet Explorer-internetbrowser (versie 4.0 en later). Het is het standaard lettertype voor titelbalken in Windows XP (bij gebruik van het 'Luna'-thema; bij 'Classic'-thema is lettertype Tahoma of Microsoft Sans Serif de standaard).
In sommige varianten van het lettertype (geleverd bij Microsoft Windows 2000 en vroegere versies van Internet Explorer) waren de openingsaanhalingstekens omgekeerd. Deze fout werd in latere versies hersteld.

## Kenmerkende karakters

Voorbeelden van kenmerkende karakters

Trebuchet MS kenmerkt zich ten opzichte van andere schreefloze lettertypen door enkele karakteristieken. De meest opvallende zijn:
- De puntige hoeken van de stokken van de 'M' die 10° schuin op de regel staan
- De vorm van de staart van de 'Q'
- De ligger van de 'A' zit laag
- De ingekorte uiteinden van de 'e' en de cijfers '6' en '9'
- De slingervormige open staart van de 'g'
- De ronde grote punten en de "stiekeme" schreven van de 'i' en 'j'
- De geronde onderkant van de 'l' (kleine el)
- Het dollarteken waarbij de verticale streep alleen een klein streepje boven en onder de S-vorm zijn
- De ampersand '&' is in de vorm van een "Et"-ligatuur
- Het uitroepteken heeft een dikke ronde punt
- De cursieve variant heeft echte karakteristieken voor cursief en is niet gewoon schuingedrukt ("oblique"), en is daarmee Microsofts eerste schreefloze lettertype met echte cursieven.